# UFA

Logo wytwórni

UFA GmbH (dawniej Universum Film AG) – niemiecka wytwórnia filmowa, istniejąca w latach 1917–1990 w Babelsbergu.

## Okres Republiki Weimarskiej
Wytwórnia powstała z inicjatywy Sztabu Generalnego (niem. Generalstab) Armii Pruskiej 18 grudnia 1917 poprzez konsolidację mniejszych wytwórni w tym „Nordisk” i „Decla” i stanowiła własność Republiki Weimarskiej. Celem wytwórni była produkcja propagandowych filmów o I wojnie światowej. Wytwórnia rozpoczęła działalność z kapitałem zakładowym 25 milionów reichsmarek. Od 1922 posiadała swoje studia w Neubabelsbergu, dziś Potsdam-Babelsberg i Berlinie-Tempelhof.

### Niemiecki ekspresjonizm filmowy
Poprzedni właściciel „Decli” – Erich Pommer – był producentem powstałego w 1920 obrazu (niem. Das Kabinett des Doktor Caligari) – „Gabinet doktora Caligari”, będącego przykładem szczytowych osiągnięć niemieckiego ekspresjonizmu w kinie, a jednocześnie sukcesem komercyjnym. W tym samym roku UFA otworzyła w Berlinie swoją salę premierową (niem. UFA-Palast am ZOO).
Wytwórnia została sprywatyzowana w 1921, stając się największym krajowym producentem filmów (ok. 600 tytułów rocznie) i atrakcją turystyczną. W okresie Republiki studio wyprodukowało niezwykłą jak na te warunki liczbę nowatorskich dzieł. Do dziś przetrwało nie więcej niż 10% całej produkcji.
W wytwórni tworzyli tacy wielcy filmu jak Fritz Lang czy Friedrich Wilhelm Murnau, twórcy światowych dzieł: „Dr. Mabuse” 1922 i Metropolis 1927. W czasach filmu niemego, gdy przygotowanie wersji obcojęzycznej było znacznie prostsze, dzięki tytułom takim jak (niem. Die Nibelungen) – „Nibelungi” 1924 i „Faust” 1926, UFA uzyskała międzynarodową sławę, stając się poważną konkurencja dla Hollywood. W wytwórni powstał także pierwszy dźwiękowy film Marleny Dietrich – (niem. Blaue Engel) – „Błękitny Anioł” 1930.

### Film górski
Oprócz awangardowych eksperymentów i mrocznych obrazów ulicznego życia powojennych Niemiec, UFA wylansowała swój własny unikatowy gatunek filmowy, tzw. (niem. Bergfilm) – „film górski”. Głównym motywem gatunku była romantyczna, bądź oparta na legendzie akcja, rozgrywana na żywo w wysokogórskich plenerach, ze scenami wspinaczki, szusów narciarskich i zmagań z lawinami. Nowatorstwo gatunku polegało na podkreślającym kontrast oświetleniu (w tym zdjęciach wykonywanych pod światło), dużej dbałości o wysoką jakość techniczną ujęć, znacznej, czasem uzyskiwanej sztucznie przez zwiększenie prędkości odtwarzania, dynamice filmowanych obiektów (np. szusujący narciarz lub przesuwające się nienaturalnie szybko chmury) czy też dynamicznym, często asynchronicznym montażu sceny.
Pierwszym filmem tego gatunku była zrealizowana w górach Tyrolu (niem. Der Berg des Schicksals) – „Góra przeznaczenia” 1924 reż. Arnolda Fancka, którego też uważa się za autora gatunku, a za sztandarowe obrazy (niem. Der Heilige Berg) – „Święta Góra” 1926 i (niem. Der Weiße Rausch – Neue Wunder des Schneeschuhs) – „Białe Szaleństwo” 1931 uznane także ze względu na główną rolę austriackiej legendy narciarskiej Hannesa Schneidera i młodziutkiej wówczas Leni Riefenstahl.

## III Rzesza

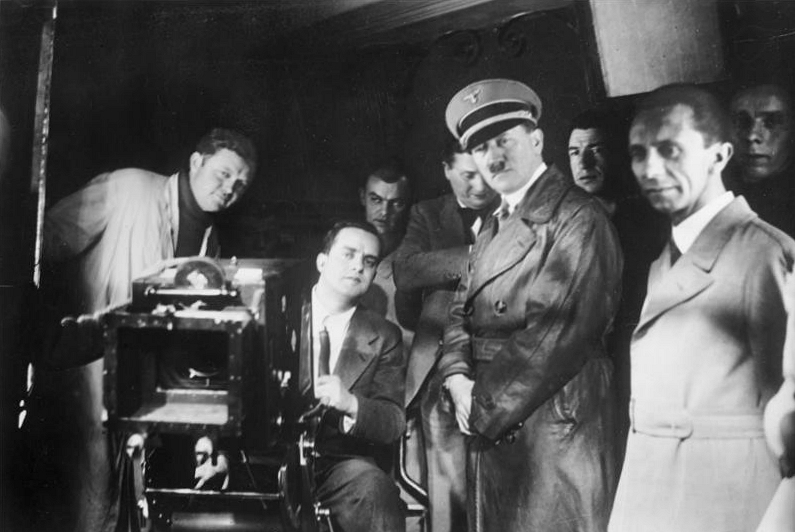
Adolf Hitler i Joseph Goebbels z wizytą w wytwórni, 1935

Po przejęciu władzy przez nazistów w 1933, niepisanym „dyrektorem programowym” wytwórni został Joseph Goebbels. Typowe dla filmu górskiego: monumentalizm gór, wartka akcja planu i poczucie obawy o bezpieczeństwo bohaterów, zastąpił monumentalizm szeregów umundurowanych mężczyzn, dynamika ich przemarszów i strach widza przed potęgą oglądanego obrazu.
Następujące zmiany spowodowały emigrację wielu artystów wytwórni, w tym Fritza Langa i Marleny Dietrich. W 1937 partia NSDAP przejęła 72% akcji wytwórni całkowicie monopolizując jej profil, jako producenta filmów wyłącznie propagandowych. W 1942 UFA została znacjonalizowana i wchłonęła: Bavaria Film, Berlin-Film GmbH, Terra Film, Tobis AG, Prag-Film AG i Wien-Film GmbH – tj. wszystkie wytwórnie w strefie wpływu Rzeszy. Gwiazdami produkcji tego okresu byli Hans Albers i Szwedka z pochodzenia Zarah Leander.
Wytwórnia zaniechała eksperymentów artystycznych a jej produktami były błahe komedie muzyczne, filmy propagandowe jak (niem. Triumph des Willens) – „Triumf woli” 1935 reż. Leni Riefenstahl, filmy historyczno-propagandowe jak (niem. Kolberg) – „Kołobrzeg” (1943/45), reż. Veit Harlan lub też skrajnie antysemickie fabuły (niem. Jud Süß) – „Żyd Süss” 1940 reż. Veit Harlan.
UFA była również producentem cyklicznej kroniki filmowej – (niem. UFA-Wochenschau), wyświetlanej nie tylko w kinach, ale także w swego rodzaju nowince technicznej, a mianowicie ciężarówkach skrzyniowych, których tylną ścianę stanowił ekran, a projekcja odbywała się z tyłu ekranu.

## Okres powojenny
Po II wojnie światowej wytwórnia zawiesiła działalność, a jej obraz był tak silnie związany z symboliką III Rzeszy, że wprowadzenie do dystrybucji chociażby najbardziej apolitycznego obrazu było możliwe dopiero po usunięciu wszystkich śladów wskazujących, że wyprodukowała go UFA. W ratowaniu wizerunku nie pomogło nawet to, że wytwórnia w całości znalazła się w sowieckiej strefie okupacyjnej, a następnie w NRD, co teoretycznie przynajmniej miało zagwarantować ideologiczną poprawność jej produkcji.
W zachodnich strefach okupacyjnych Niemiec powstała nowa, starająca się wskrzesić artystyczne tradycje UFA, wytwórnia (niem. Deutsche Film AG) w skrócie DEFA w której zatrudnienie znajdowali powracający z wygnania niemieccy artyści. W latach 60. XX wieku logo UFA przejęła w Niemczech Zachodnich sieć kinoteatrów. Po zjednoczeniu Niemiec 1990, projekt DEFA upadł. Próba restytucji UFA zakończyła się uruchomieniem wytwórni programów telewizyjnych (niem. UFA Film & TV Produktion GmbH) wchodzącej aktualnie w skład koncernu Bertelsmanna.
Historyczne już budynki UFA w Babelsbergu istnieją do dziś. Znajdują się w nich siedziby różnych, niekoniecznie związanych z branżą filmową firm, ale także muzeum filmografii niemieckiej.